# Tanjung Pelepas

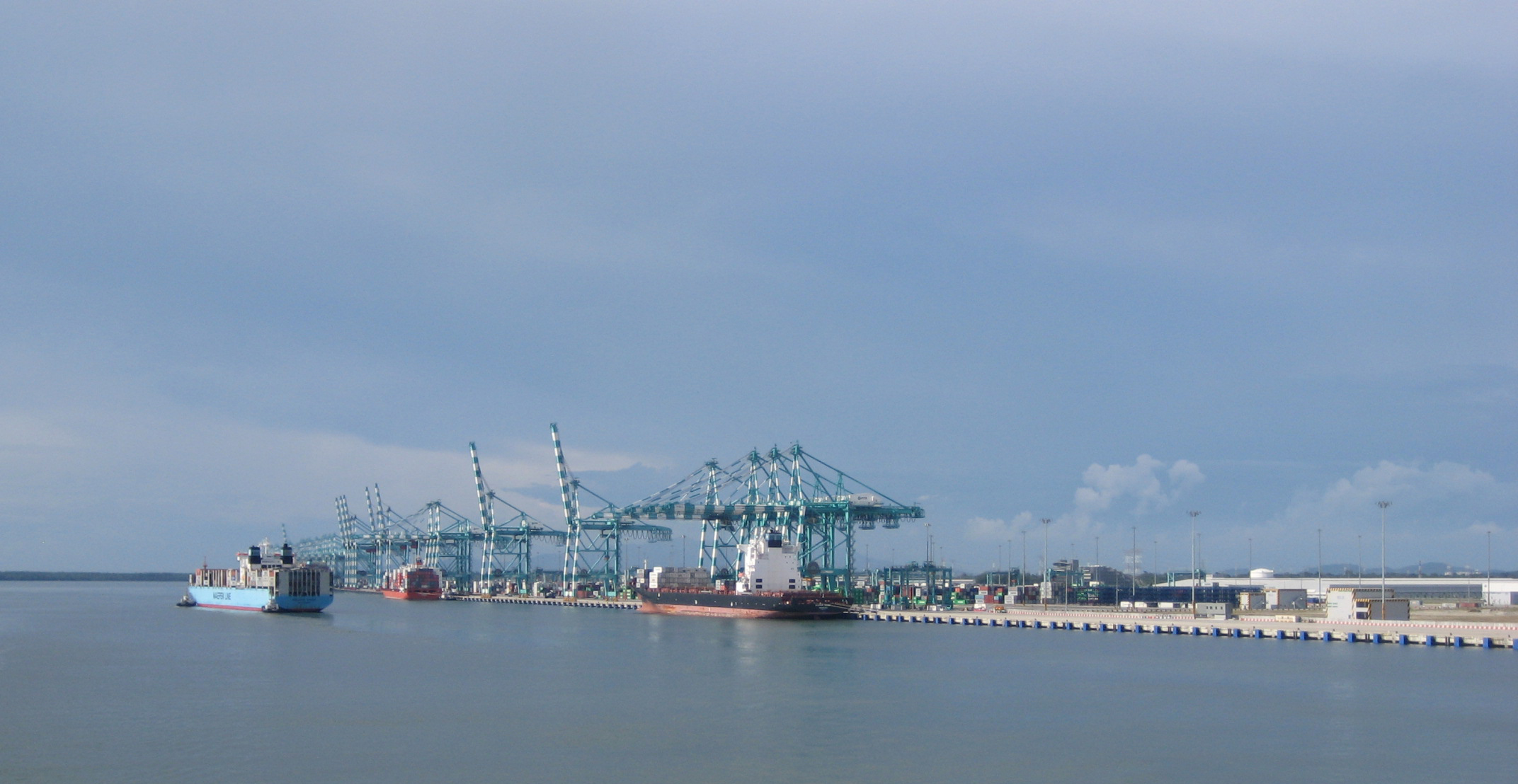
Port of Tanjung Pelepas

Port of Tanjung Pelepas (malajiska: Pelabuhan Tanjung Pelepas, Locode: MYTPP) är en containerhamn i Iskandar Puteri i delstaten Johor i Malaysia. Den ingår i APM Terminals nätverk av containerhamnar. Hamnen ligger i den östra mynningen av Pulai River i sydvästra Johar, nära Straits of Johor, som skiljer Singapore från Malaysia, och Malackasundet.
Port of Tanjung Pelepas är ett samriskföretag mellan APM Terminals, ett dotterbolag till Mærsk, som äger 30 %, och malaysiska MMC Corporation Berhad, som äger 70 %.
Port of Tanjung Pelepas tog emot sitt första fartyg 1999 och invigdes officiellt 2000. Maersk flyttade sin omlastningstrafik av containrar från Singapore till Tanjung Pelepas med början 2000, och Evergreen Marine gjorde samma sak från 2002.
Hamnen utvidgades 2014 till 14 kajplatser på en kajlängd av fem kilometer, med ett kajdjup på 15–19 meter, och en markyta som tillåter lagring av omkring 240.000 TEU (tjugofotscontainerekvivalenter). Den har en hanteringkapacitet på omkring 12,5 million TEU per år med 58 Super Post-Panamax-containerkranar, 174 gummihjulsportalkranar and 390 reachstackers och andra containertruckar. Den årliga faktiska hanteringen 2019 var 9,1 miljoner TEU per år.